# Överlännäs församling
Överlännäs församling är en församling i Sollefteå pastorat i Ådalens kontrakt i Härnösands stift. Församlingen ligger i Sollefteå kommun i Västernorrlands län (Ångermanland).

## Administrativ historik
Församlingen har medeltida ursprung. På 1400-talet utbröts Sånga församling.
Församlingen utgjorde tidigt ett eget pastorat för att därefter åtminstone från 1500-talet till 1916 vara annexförsamling i pastoratet Boteå, Styrnäs, Överlännäs och Sånga. Från 1916 till 1962 moderförsamling i pastoratet Överlännas och Sånga. Från 1962 till 2002 annexförsamling i pastroratet Boteå, Styrnäs, Överlännäs och Sånga. Församlingen ingick mellan 2002 och 2021 i Sollefteå-Boteå pastorat. Församlingen är sedan 2021 del av Sollefteå pastorat.

## Kyrkor
- Överlännäs kyrka